# Karabin
Karabin je naziv za vatreno oružje koje je slično puški. Glavna razlika od nje je da je u pravilu kraće i posjeduje manju snagu.
Tijekom 18. stoljeća karabin se razvio kao streljačko oružje konjice, koja nije mogla koristiti duge muškete tadašnjeg pješaštva. Od tih jedinica stvorene su kasnije žandarmerijske jedinice poznate kao karabinjeri. 
U Prvom, a pogotovo u Drugom svjetskom ratu, karabin se je pokazao pogodnijim od puške, primjerice u uličnim borbama.